# Javnost
Javnost je v komunikologiji in odnosih z javnostmi skupina ljudi, ki je pred nekim problemom, prepoznava njegov obstoj, se posveča njegovemu reševanju in zato razpravlja o njem (komunicira med seboj o problemu) ter se organizira, da bi ga rešila. Zavzema politični prostor zunaj kontrole države, v katerem se oblikujejo mnenja ljudi oziroma javno mnenje o določenih političnih in družbenih vprašanjih.
Po situacijski teoriji javnosti, ki sta jo razvila ameriška teoretika odnosov z javnostmi, James E. Grunig in Tod Hunt, ljudje, ki niso vključeni v problem, predstavljajo nejavnost. Tisti, ki bodo občutili posledice problema, problema samega pa še niso spoznali, so latentna javnost. Tisti, ki so spoznali problem, so zavedna javnost. In tisti, ki so začeli razpravljati o možnih rešitvah problema postajajo aktivna javnost. To situacijo Grunig in Hunt operacionalizirata s tremi neodvisnimi in dvema odvisnima spremenljivkama. Prve tri spremenljivke so prepoznavanje problema, prepoznavanje onemogočanja in stopnja vpletenosti. Odvisni spremenljivki pa sta iskanje informacij ter njihovo procesiranje, predelava. Tako situacijska teorija javnosti daje štiri modela komunikacijskega obnašanja: 
- prepoznavanje problema,
- omejevanje,
- rutinsko ter
- fatalistično obnašanje.

Takšno stalno problemsko analizo javnosti imenujeta Grunig in Hunt situacijska teorija javnosti. Pomembnost izvajanja situacijske analize javnosti v praksi odnosov z javnostmi se kaže v njenih rezultatih, namreč v kolikšni meri se posamezne vrste javnosti aktivno udeležujejo vedenja, ki podpira ali ovira organizacijo pri uresničevanju njenega poslanstva. Bolj verjetno bodo namreč različne vrste javnosti aktivne, če bodo ljudje, ki jih sestavljajo, opazili, da jih organizacija vpleta v svoje ravnanje (zaznava vpletenosti), da ima ravnanje organizacije za posledico problem (prepoznava problema) in da jih nič ne ovira, da ne bi v zvezi s problemom poskušali ukrepati (uzavedanje neoviranosti). Če za kako skupino ljudi ni značilno nobeno izmed navedenih stanj, potem sestavlja pač »nejavnost« in se ne tiče organizacije. Situacijska teorija javnosti namreč operacionalizira okolje v skupine:
- ki so nebistvene za organizacijo (nejavnost, tj. skupine, ki jih organizacija ne zadeva),
- v skupine, ki so na ravni deležnikov (ki so v nekem odnosu z organizacijo, ki pa ni raven zavednega — latentna javnost),
- v skupine, ki jih organizacija zadeva in se same tega zavedajo (zavedna javnost)
- ter v skupine, ki se zavedajo problema in se organizirajo, da bi ga rešile (aktivistične skupine – aktivna javnost)

in na podlagi te delitve definira javnost kot skupino ljudi, ki delijo določen problem, so problem spoznali in se organizirajo, da bi problem rešili.
Pomemben rezultat situacijske teorije javnosti je, da organizacije lažje komunicirajo z aktivno kot pa s pasivno javnostjo, saj prva išče informacije, druga pa jih le pasivno sprejema. Organizacije tudi ustvarjajo različne vrste javnosti, ko s svojimi dejanji vplivajo na druge organizacije ali skupine ljudi; takrat, ko se razvijejo aktivistične skupine (»aktivna javnost«), začnejo le-te omejevati organizacijsko uspešnost. Prav odnosi z različnimi vrstami javnosti pomagajo organizacijam s tem, ko gradijo odnose z javnostmi, na katere vplivajo oz. ki vplivajo na organizacijo, ki podpirajo poslanstvo organizacije ali pa jo lahko celo odvrnejo od uresničevanja poslanstva. Organizacije strateško načrtujejo programe odnosov z javnostmi, ko identificirajo več vrst javnosti, ki lahko omejujejo ali pospešujejo uresničevanje organizacijskega poslanstva in oblikujejo komunikacijske programe, ki pomagajo organizaciji v medsebojni odvisnosti s strateškimi vrstami javnosti.